# آنتونیو باسکس
آنتونیو باسکس (اسپانیایی: Antonio Vázquez‎؛ زادهٔ ۲۶ ژانویهٔ ۱۹۶۱) کماندار اهل اسپانیا است.